# Lycoming
Lycoming Engines är en amerikansk, ledande tillverkare av flygmotorer, mest känd för sin tillverkning av mindre motorer för allmänflyg. Under större delen av sin historia har Lycoming varit en del av the AVCO group under namnet AVCO Lycoming. År 1987 köptes AVCO upp av Textron och blev Textron Lycoming, efter 2002 Lycoming Engines.

## Historik
Lycoming startade sin verksamhet år 1916 i Williamsport, Pennsylvania (i Lycoming County) som tillverkare av symaskiner och kort tid därpå tog man även upp tillverkning av cyklar. Under den första perioden efter första världskriget kom de att i ökande grad koncentrera sig på bilmotorer och blev leverantörer för Auburn, som tillverkade bilmärkena Auburn, Cord och Duesenberg. Slutligen blev de deras huvudleverantörer och år 1929 köpte Cord upp företaget och lade in det i Auburn Manufacturing-koncernen. Samma år producerade Lycoming sin första flygmotor, stjärnmotorn R-680. Detta var en tämligen lyckad konstruktion som användes i stor omfattning i lätta flygplan, som Cords Travel Air.
Under 1930-talet gjorde Lycoming ett antal försök att ta sig in bland de stora tillverkarna av högeffektsmotorkonstruktioner. Modellen 0-1230 på 1 200 hk var deras försök att bygga en hypermotor, det vill säga en flygmotor som utvecklade en hästkraft per kubiktum (46 kW/l) cylindervolym. Hypermotorkonceptet var ett psykologiskt viktigt mål för motorkonstruktörer på 1930-talet; för att kunna göra långdistansflygningar till vardagsföreteelser, krävdes en motor med detta slags effekt/viktförhållande för att kunna lyfta den bränslemängd som krävdes och ändå ha tillräckligt med kraft kvar för att kunna lyfta nyttolasten. Dock kom O-1230 att ta så lång tid att få i produktion, att den kom att passeras av andra konstruktioner och dess pris på 500 000 US-dollar (över 6 miljoner US-dollar i år 2000:s penningvärde) var inte konkurrenskraftigt. Ett försök gjordes att rädda konstruktionen genom att slå samman två O-1230 i avsikt att skapa H-motorn, H-2470 på 2 300 hk (1 700 kW), men den enda flygplanskonstruktion som planerades att använda den, P-54, kom aldrig att gå i produktion.

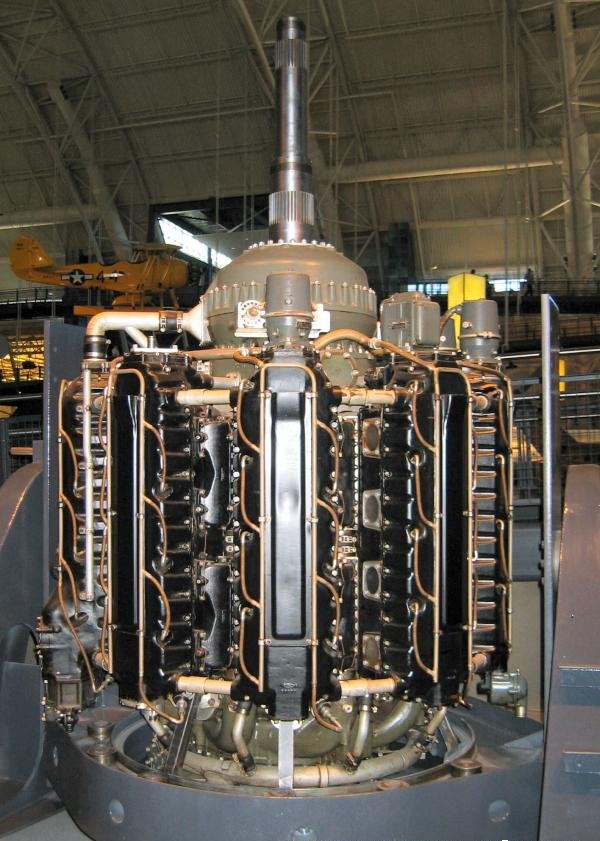
Det sista bevarade exemplaret av Lycoming XR-7755-3, fotograferad på Smithsonian.

Utan att låta sig nedslås av floppen med O-1230, inledde de arbetet med en än större konstruktion, R-7756, den största kolvmotorn för flygbruk som någonsin byggts. Men denna konstruktion stötte på problem och var färdig för produktion först i slutet av andra världskriget, då flygvärlden förberedde övergången till jetdrift som kraftkälla för framtida stora flygplan. Visst intresse fanns för att använda motorn i bombplanet B-35 Peacemaker, men man valde Pratt & Whitneys R-4360 istället.
År 1939 reorganiserade Cord alla sina bolag inom flygbranschen till företagsgruppen AVCO. Fabrikens namn ändrades då till AVCO Lycoming. De hyrde även en statsägd fabrik i Stratford, Connecticut och byggde Wrights stjärnmotorer under licens. Efter kriget byggdes denna fabrik om för att bygga turbojetmotorn T53, en av deras mest framgångsrika konstruktioner. Från och med denna tidpunkt skiljdes kolv- och turbinmotorserierna åt och kolvmotorserierna byggdes i de ursprungliga fabrikerna i Williamsport, medan turbinmotorer byggdes i Stratford.
Deras mest framgångsrika efterkrigsprodukt var en serie fyr- och sexcylindriga, luftkylda boxermotorer för allmänflygsflygplan. Mest berömda är de fyrcylindriga modellerna O-235 och O-360, samt den sexcylindriga O-540. En majoritet av lätta flygplan idag drivs av någon av de många versionerna av dessa motormodeller, med effekter på allt mellan 100 och 360 hk (75 till 270 kW). Andra motorer i denna serie innefattar den grundläggande fyrcylinders O-320, sexcylinders O-580, den åttacylindriga O-720, samt den avancerade TIGO-541, vilken utvecklade 450 hk (340 kW) ur en motor med samma mått som en O-540.
Under det tidiga 1980-talet gick botten ut marknaden för allmänflyg och Lycomings kolvmotorsmarknad försvann plötsligt. Ansträngningar gjordes för att flytta viss tillverkning av turbinmotorer till Williamsport, men detta ledde till en serie kvalitetsproblem och slutligen avbröts dessa försök.

### Uppköpta av Textron
Textron köpte upp företaget 1986.
Ytterligare ett försök att rädda Williamsportfabriken gjordes genom att man försökte lansera den "radikala" SCORE-motorn, en Wankelmotor från början, utvecklad i ett partnerskap mellan Curtiss-Wright och John Deere. Curtiss-Wright tappade intresset för konstruktionen just som den höll på att mogna och sålde sin andel till John Deere, som vände sig till Lycoming, för att de skulle sälja in den på flygplansmarknaden. De garanterades hjälp i startfasen av Cessna, vilka också ägdes av Texttron. Precis som produktionen skulle gå igång, meddelade Cessna att de skulle dra sig tillbaka från marknaden för små flygplan och SCORE lades ned. Det som återstod av John Deeres licens köptes senare av Rotary Power International, som under en kortare tid byggde en 340-hästkraftersversion.
Till slut beslutade Textron sig för att kolvmotormarknaden var död och att Lycoming endast skulle existera som ett "skal" som erbjöd delar och service åt det stora antal allmänflygsflygplansmotorer som fanns i drift. Följaktligen sålde de ut turbindivisionen till AlliedSignal år 1986 och började sälja av maskinparken i Williamsport 1995.